# 丽蓝头鹊
丽蓝头鹊（学名：Cyanolyca pulchra），是鸦科蓝头鹊属的一种，分布于厄瓜多尔和哥伦比亚。全球活动范围约为19,700平方千米。该物种的保护状况被评为近危。
丽蓝头鹊的栖息地包括亚热带或热带的湿润低地林和亚热带或热带的湿润山地林。